# Alysicarpus

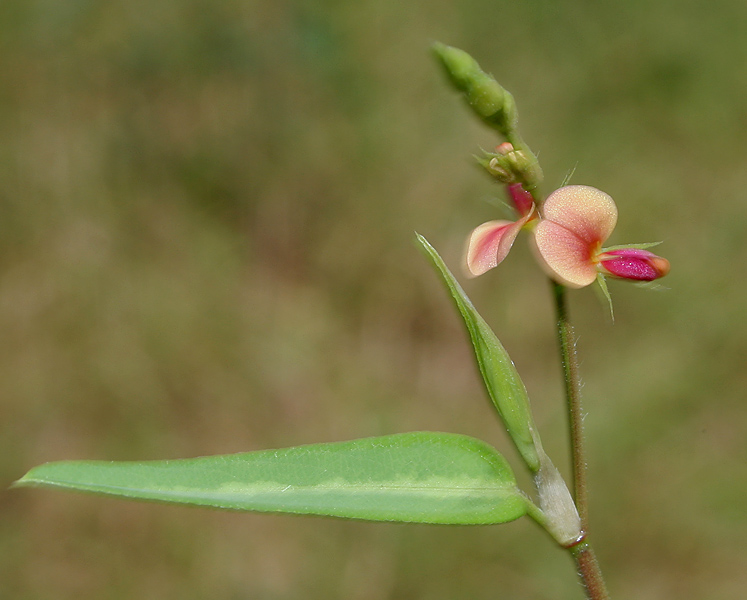
Kvetoucí Alysicarpus longifolius

Alysicarpus je rod rostlin z čeledi bobovité. Zahrnuje 34 druhů bylin s jednoduchými listy a motýlovitými květy, rozšířených v tropické Asii a Africe a druhotně i v jiných částech tropů. Některé druhy mají využití jako krmivo, jiné jsou používány v místní medicíně.

## Popis
Zástupci rodu Alysicarpus jsou jednoleté, dvouleté nebo vytrvalé byliny, někdy i poněkud dřevnatějící. Listy jsou jednolisté nebo zcela výjimečně trojčetné, úzce kopinaté. Palisty jsou vytrvalé, suché, umístěné naproti bázi listových řapíků, volné nebo srostlé. Květy jsou drobné, krátce stopkaté, uspořádané v úzkých vrcholových nebo výjimečně v úžlabních hroznech. Kalich je zvonkovitý, s krátkou kališní trubkou, hluboce dělený, horní dva laloky často až téměř k vrcholu srůstají. Koruna je nejčastěji purpurová nebo oranžová, kratší nebo jen o něco delší než kalich. Pavéza je okrouhlá nebo obvejčitá, přisedlá nebo na bázi zúžená v nehet. Křídla jsou podlouhlá, připojená ke slabě prohnutému tupému člunku. Tyčinek je 10 a jsou dvoubratré. Semeník je přisedlý nebo krátce stopkatý, s několika až mnoha vajíčky a nitkovitou čnělkou nesoucí hlavatou bliznu. Plody jsou poněkud zploštělé, nepukavé, mezi semeny zaškrcované a rozpadavé v jednosemenné díly. Semena jsou okrouhlá až kulovitá.

## Rozšíření
Rod Alysicarpus zahrnuje asi 34 druhů. Je rozšířen v tropické Africe a Asii až po jižní Japonsko (ostrovy Rjúkjú), Oceánii a severní Austrálii. Druhotně se rozšířil i do tropické Ameriky. Rostliny rostou nejčastěji na travnatých savanách, výslunných pustých místech a podél cest.

## Význam
Druhy Alysicarpus vaginalis a A. glumaceus jsou v tropech používány jako krmivo a sušeny na seno. V Malajsii je druh A. vaginalis používán jako krycí rostlina zabraňující erozi na kaučukových plantážích na jílovitých půdách. Některé druhy jsou používány v místní medicíně. Alysicarpus rugosus slouží při léčení kašle a horečky, A. zeyheri při léčbě impotence a v některých oblastech Afriky také při ošetřování hadího uštknutí. Druh A. vaginalis je v Číně používán při léčbě zlomenin a sečných ran.